# Плуинек (Финистер)
Плуинек (фр. Plouhinec) — коммуна на северо-западе Франции, находится в регионе Бретань, департамент Финистер, округ Кемпер, кантон Дуарнене. Расположена в 87 км к югу от Бреста и в 30 км к западу от Кемпера, на побережье бухты Одьерн Атлантического океана. 
Население (2019) — 3 951 человек. 

## История
Люди проживали на территории нынешнего Плуинека с доисторических времен, о чем свидетельствуют многочисленные находки, обнаруженные при раскопках на территории коммуны. Самым известным археологическим объектом является морская пещера Менез Дреган,  в которой проводятся раскопки с 1988 года. В пещере были обнаружены следы пребывания человека периода раннего палеолита, а также остатки очагов, что делает Менез Дреган одним из старейших на настоящее время мест, подтверждающих использование человеком огня.
В 1975 году был раскопан курган Керсанди и обнаружены предметы бронзового века.  К этому же периоду относятся осколки керамики, наконечники стрел и кинжалы из костей, обнаруженные в другом кургане в 1965 году на месте разрушенной мельницы.

## Достопримечательности
- Приходская церковь Святого Винока XVI-XVIII веков
- Церковь Святого Юлиана Госпитальера XVII-XX веков
- Шато Локеран на берегу реки Гуаен
- Археологический объект — пещера Менез Дреган

## Экономика
Структура занятости населения:
- сельское хозяйство — 9,3 %
- промышленность — 3,5 %
- строительство — 6,1 %
- торговля, транспорт и сфера услуг — 39,7 %
- государственные и муниципальные службы — 41,5 %

Уровень безработицы (2018) — 12,8 % (Франция в целом —  13,4 %, департамент Финистер — 12,1 %). 

Среднегодовой доход на 1 человека, евро (2018) — 21 810 (Франция в целом — 21 730, департамент Финистер — 21 970).

## Демография
Динамика численности населения, чел.

## Администрация
Пост мэра Плуинека с 2020 года занимает Иван Муллек (Yvan Moullec). На муниципальных выборах 2020 года возглавляемый им центристский список победил в 1-м туре, получив 56,43 % голосов.
| Период | Период | Фамилия       | Партия                         | Примечания                                                              |
| ------ | ------ | ------------- | ------------------------------ | ----------------------------------------------------------------------- |
| 1965   | 1995   | Анри Коган    | Союз за французскую демократию | член Генерального совета департамента                                   |
| 1995   | 2014   | Жан-Клод Амон |                                | бывший моряк ВМФ                                                        |
| 2014   | 2020   | Брюно Ле Пор  |                                | бывший моряк торгового флота                                            |
| 2020   |        | Иван Муллек   | Союз демократов и независимых  | коммерсант, член Регионального совета Бретани, член Совета департамента |

## Города-побратимы
- Маунтрат, Ирландия

## Галерея

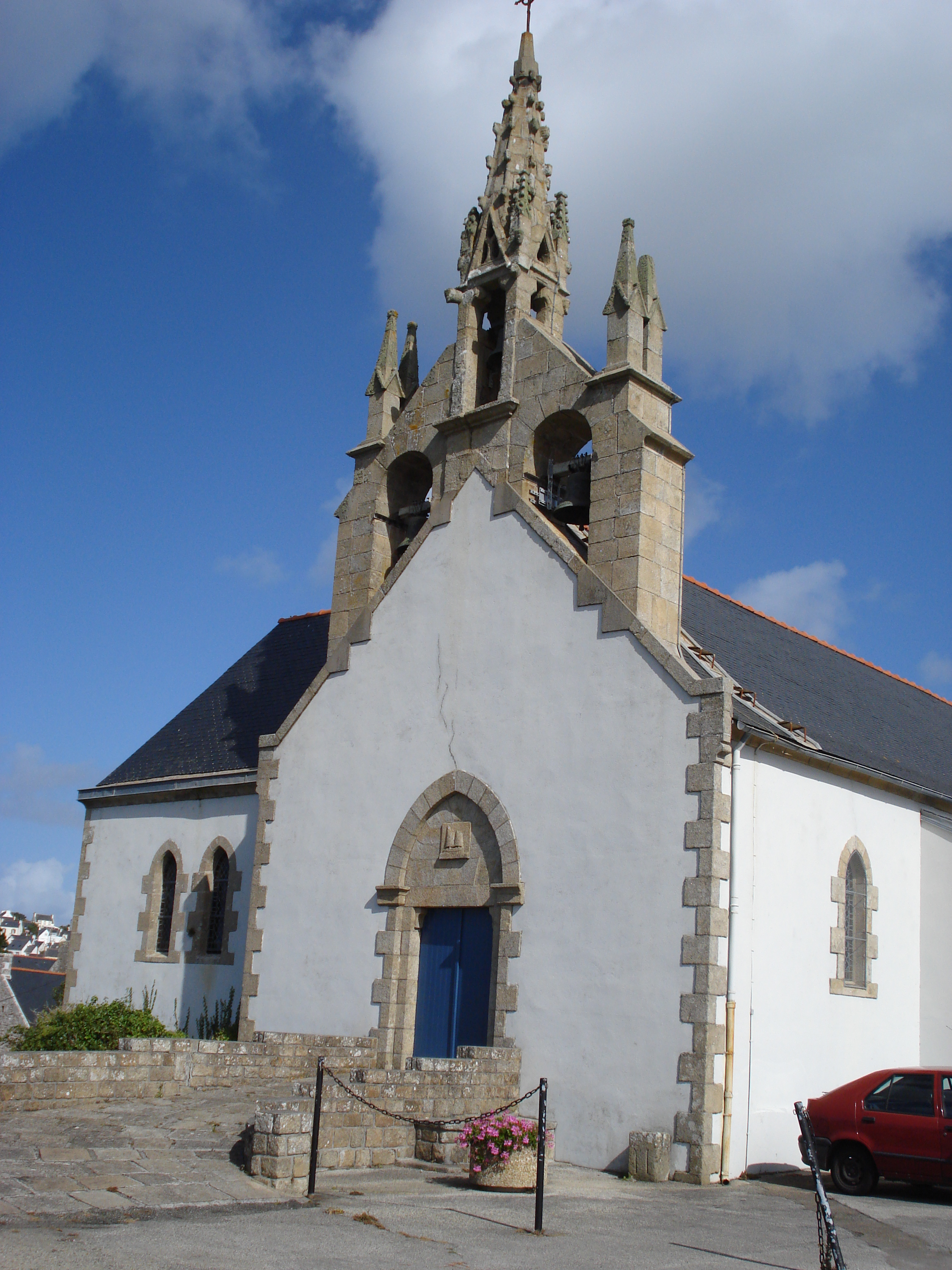
Церковь Святого Юлиана Госпитальера
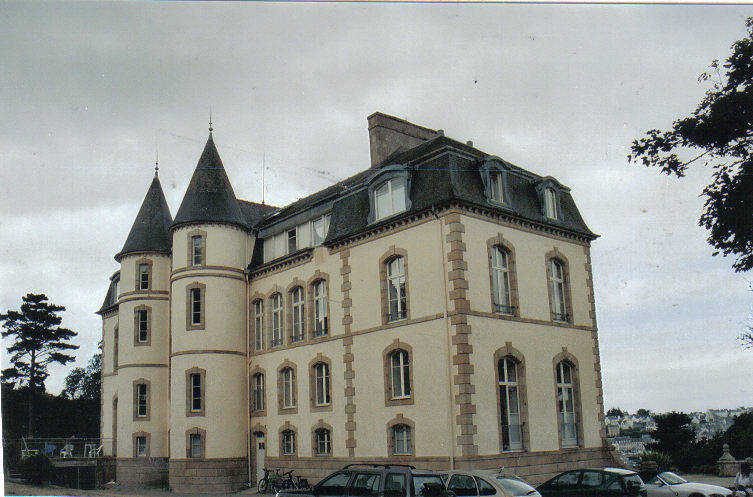
Шато Локеран